# Give You What You Like
"Give You What You Like" é uma canção da cantora e compositora canadense Avril Lavigne, gravada para o seu quinto álbum de estúdio e homônimo, de 2013. Foi composta pela intérprete em conjunto com David Hodges e Chad Kroeger, os quais se encarregaram de sua produção. Gravada em 2013 nos Henson Recording Studios em Los Angeles, Califórnia, a faixa foi lançada como o quinto single do disco em 30 de março de 2015, dia no qual foi enviada para rádios adult contemporary estadunidenses. Em termos musicais, é uma obra pop acústica sobre combater a solidão através da troca de casais.
A faixa foi bem recebida por críticos musicais, que elogiaram o som e a temática maduras adotadas por Lavigne. Devido ao forte número de downloads digitais após o lançamento do álbum, "Give You What You Like" entrou na 55ª posição da parada sul-coreana Gaon Music Chart. Lançado em 10 de fevereiro de 2015, o seu videoclipe retrata a cantora em um quarto escuro cheio de velas, contendo também tomadas de Babysitter's Black Book. Foi bem recebido criticamente, com profissionais notando sua mudança em relação aos lançados anteriormente pela intérprete. Após a divulgação da gravação audiovisual, o single registrou entrada na oitava colocação da parada estadunidense Top Twitter Tracks.

## Antecedentes e composição
Antes do lançamento do disco, "Give You What You Like" foi lançada online durante um curto período de tempo pela gravadora de Lavigne juntamente com outras duas faixas, "Let Me Go" e "Sippin' On Sunshine". Após a distribuição do projeto, ela disse ao portal Idolator que "Give You What You Like" era uma das suas favoritas do produto, juntamente com "Hello Kitty", "Bad Girl" e "Hush Hush. Na mesma época, a vocalista revelou em seu Twitter que estava considerando lançá-la como quarto single a nível global, enquanto "Hello Kitty" foi comercializada exclusivamente na Ásia. Foi enviada para as rádios adult contemporary estadunidenses em 30 de março de 2015, servindo como o quinto single do álbum e o quarto mundialmente.
A canção foi descrita como "sexual" por vários críticos, que tiveram um ponto de vista em comum que essa música em particular mostra um lado mais obscuro e maduro da cantora, segundo a Glamour. Lavigne confirmou mais tarde que estava de ressaca quando gravou a canção. Em termos musicais, é uma faixa pop acústica cujo tema é combater a solidão através da troca de casais. Gravada em 2013 nos Henson Recording Studios por Chad Copelin, que contou com a assistência de Kyle Stevens e Peter Mack, possui instrumentação que emprega o uso de vocais, baixo, guitarra, bateria, piano e teclados.

## Avaliação da crítica
| Críticas profissionais | Críticas profissionais |
| Avaliações da crítica  | Avaliações da crítica  |
| Fonte                  | Avaliação              |
| ---------------------- | ---------------------- |
| Billboard              | (positiva)             |

A revista brasileira Capricho disse que a canção "Give You What You Like" tem um som "sexy". Jason Lipshutz, da Billboard, escreveu que "a inocência de olhos brilhantes de '17' e 'Bitchin' Summer' desapareceu em 'Give You What You Like'", adjetivando a faixa de "um vislumbre angustiante dentro da troca de prazeres físicos para combater a solidão", mas criticou sua produção. O profissional finalizou a resenha comparando os vocais de Lavigne aos de sua canção "I'm with You" (2002).
Sam Lansky, do Idolator, descreveu "Give You What You Like" como um hino "fantasticamente estranho". Em uma análise mista, Allan Raible, da ABC News, chamou-a de "bastante desprezível" e escreveu que "conforme o ritmo fica mais lento, as coisas ficam menos juvenis e mais interessantes", concluindo que ela é "muito mais interessante do que as músicas superficiais no gênero teen pop. Pelo menos há algum tipo de conteúdo. Não é apenas um dedo do meio", referenciando "Rock N Roll", faixa de abertura do disco. Jacques Peterson, do PopDust, considerou que a música deveria estar em Fifty Shades of Grey, e não em um filme do Lifetime.

## Videoclipe

O videoclipe da canção é predominantemente composto por cenas nas quais Lavigne é vista em um quarto escuro cheio de velas.

O videoclipe de "Give You What You Like" foi lançado na conta Vevo da cantora em 10 de fevereiro de 2015. Para ajudar a divulgar o vídeo, ela escreveu em seu Twitter: "Vocês pediram, então eu vou 'dar o que vocês querem'". É o primeiro lançamento da cantora após ter passado por problemas de saúde em dezembro de 2014.
O vídeo apresenta a artista em um quarto escuro cheio de velas, contendo também cenas de Babysitter's Black Book. Um editor do portal da Mix TV escreveu que a gravação audiovisual lembra a de "Candles", da banda vencedora do The Voice estadunidense Hey Monday. Mike Vulpo, do E! Online, afirmou que, com as cenas do filme, o trabalho "mostra um lado maduro de uma artista que costumava ser conhecida por usar gravatas e andar de skate pela cidade. É um grande passo para a cantora, que manteve um perfil baixo nos últimos tempos". Ali Szubiak, do PopCrush, disse que o vídeo mostrou um lado diferente da cantora, descrevendo-o como "mais introspectivo" e sua maquiagem como "mais leve".

## Desempenho nas paradas musicais
"Give You What You Like" registrou 4 929 downloads digitais vendidos na Coreia do Sul após o lançamento do disco, entrando na 48ª posição da parada Gaon Music Chart. Nos Estados Unidos, com a divulgação de seu videoclipe, registrou entrada na oitava colocação da Top Twitter Tracks, parada publicada pela Billboard que mede as canções mais comentadas no Twitter.
| Parada musical (2013)                         | Melhor posição |
| --------------------------------------------- | -------------- |
| Coreia do Sul (Gaon Music Chart)              | 48             |
| Estados Unidos (Billboard Top Twitter Tracks) | 8              |

## Créditos
Créditos de "Give You What You Like" adaptados do encarte do álbum Avril Lavigne.
Gravação e publicação
- Gravada em 2013 nos Henson Recording Studios (Los Angeles, Califórnia)
- Masterizada nos Sterling Sound (Nova Iorque)
- Publicada pelas seguintes empresas: Avril Lavigne Publishing, LLC (ASCAP) — administrada pela Almo Music Corp. —, Warner-Tamerlane Publishing Corporation (BMI) e Anaesthetic Publishing (ISOCAN)

Pessoal
| - Avril Lavigne – composição, vocalista principal, vocalista de apoio, percussão - David Hodges – composição, produção, violão, piano, teclados, vocalista de apoio, percussão, programação - Chad Kroeger – composição, produção, percussão - Chad Copelin – baixo, gravação, programação - Justin Glasco – bateria - Steven Miller – guitarra | - Andrew Schubert – assistência de engenharia adicional - Brad Townsend – assistência de engenharia adicional - Chris Lord-Alge – mixagem - Keith Armstrong – assistência de mixagem - Nik Karpen – assistência de mixagem - Kyle Stevens – assistência de gravação - Peter Mack – assistência de gravação |